# 王其超
王其超（1933年4月—），河北沧县人。1949年6月参加工作，1953年3月加入中国共产党。中国人民大学工业经济系研究生毕业。中共第十四届中央纪律检查委员会委员。
1950年入中国人民大学工厂管理系学习。1956年8月，中国人民大学工业经济系研究生毕业，后留校任工业企业管理教研室教员、讲师。1970年10月，任北京市革命委员会政治组于事，中共北京市委组织部干事。1978年后，任北京市委组织部组织处副部长。1988年任中共北京市委副秘书长。1989年9月增补为中共浙江省第八届委员会常委，任浙江省委组织部部长。1991年5月任中共浙江省委副书记、组织部部长。1992年10月，中共第十四次全国代表大会上当选为中央纪律检查委员会委员。1993年3月兼任中共浙江省纪律检查委员会书记，1998年3月卸任。2004年3月任浙江省党建研究会会长。